# Lily (Kurzfilm)
Lily ist ein australischer Kurzfilm aus dem Jahre 2010. Der Film basiert auf einer Serie von Gemälden von Julia Ciccarone.

## Handlung
Lily fährt zusammen mit ihrem Vater noch einmal in einem Wohnwagen in den Urlaub. Der kränkliche Vater versucht seiner Tochter mit Lagerfeuer, Lichterketten und Erinnerungen den Urlaub zu verschönern. Aber Lily muss meist alleine durch den wunderbaren alten Wald hinunter zum einsamen Strand gehen. Am letzten Tag kommt der Vater mit hinunter zum Strand und Lily zeigt ihm, wie auch sie ihn mit ihrer Liebe schützen will.

## Auszeichnungen
Der Film wurde 2010 auf dem Melbourne International Film Festival (Australien) und 2011 auf dem Flickerfest International Short Film Festival (Australien) sowie der Berlinale in Berlin aufgeführt. Er gewann 2010 die Auszeichnung in Gold der Australian Cinematographers Society Awards. Auf der Berlinale 2011 wurde er in der Sektion Generation 14plus mit dem Hauptpreis Gläserner Bär für den Kurzfilm ausgezeichnet.